# Le donne rivali
Le donne rivali és una òpera en dos actes composta per Domenico Cimarosa sobre un llibret italià de Giuseppe Petrosellini. S'estrenà al Teatro Valle de Roma el carnestoltes de 1780. Possiblement, el 1789 es representà a Sant Petersburg com Le due fidanzate.
Durant aquests anys, Cimarosa va desplegar una intensa activitat, sent operista reclamat per diversos teatres. Va tornar al Valle pel Carnaval de 1780 amb aquesta òpera amb la qual va obtenir un gran èxit.